# Hajime Tsutsui
Hajime Tsutsui (筒井はじめ, Tsutsui Hajime, 7 de dezembro de 1970, Katsushika, Tóquio) é um artista e designer japonês. Atualmente, ele é designer de moda da 『TSUTSUIHAJIME×HYOUZAEMON』『TSUTSUI HAJIME×L'HOMOS』『NINITA』.

## Atividades

### Designer de moda
- Vestido e ornamentos : NINITA (2003-)
- Quimono : O designer de quimono da Taichi Saotome (早乙女太一) (2004-)
- Roupa íntima : "TSUTSUI HAJIMExL'HOMOS" (2009-)